# Détroit de Karimata
Pour les îles, voir Îles Karimata.
 (avril 2025).
Si vous disposez d'ouvrages ou d'articles de référence ou si vous connaissez des sites web de qualité traitant du thème abordé ici, merci de compléter l'article en donnant les références utiles à sa vérifiabilité et en les liant à la section « Notes et références ».
Le détroit de Karimata est un détroit situé majoritairement en mer de Chine méridionale et comportant une petite partie en  mer de Java. Il est encadré par les îles de Belitung et de Bornéo, en Indonésie. Les îles Karimata, qui ont donné leur nom au bras de mer, sont incluses dans le détroit et se trouvent à la sortie nord, près des côtes de Kalimantan.
Le détroit a une largeur de 207 kilomètres, depuis la côte ouest de Bornéo jusqu'à la pointe orientale de  Belitung. Belitung est elle-même séparée de l'île de Bangka, située à l'ouest, par le détroit de Gaspar. Bangka est proche de la côte orientale de Sumatra, et le détroit de Bangka passe entre les deux îles.